# Irawadi

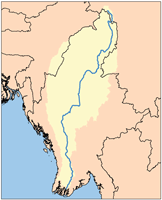

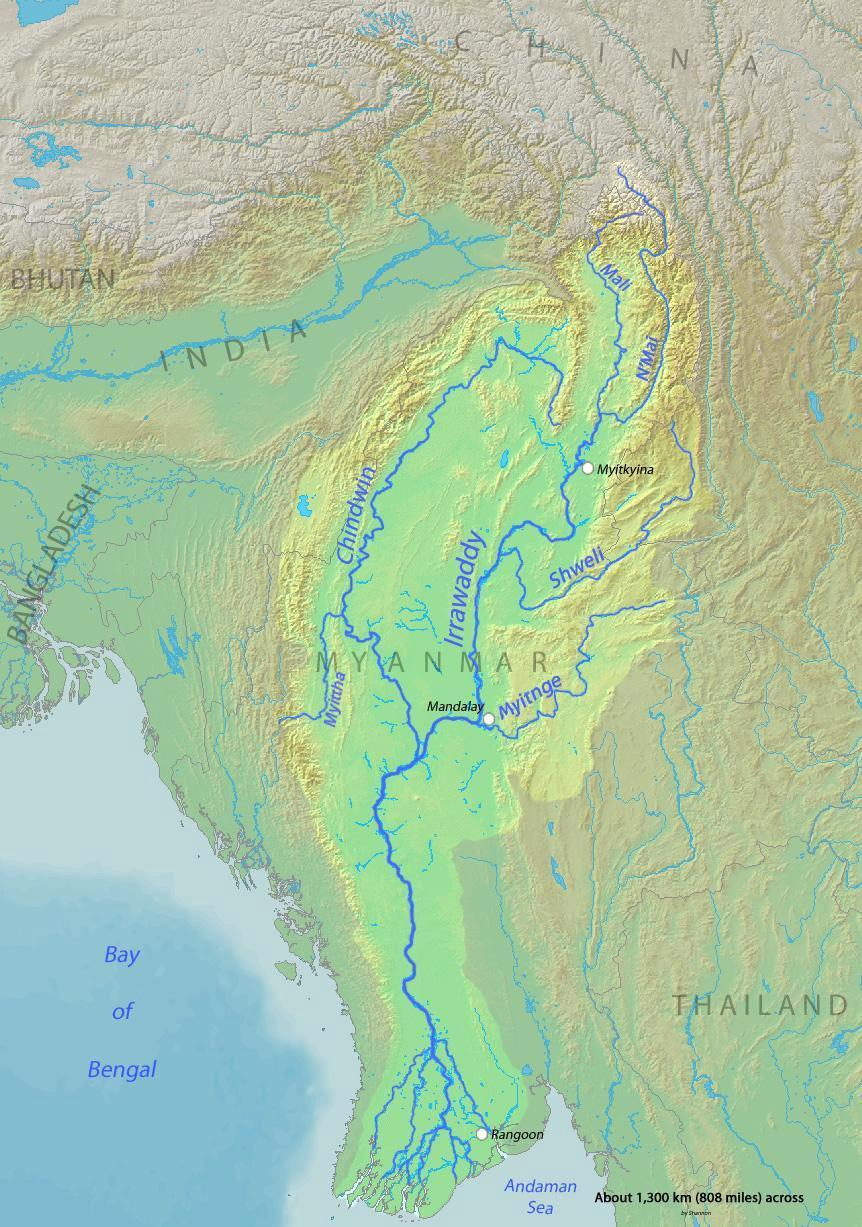

Irawadi (birm. ဧရာဝတီမြစ်, wym. [ʔèjàwədì mjɪʔ], ang. Irrawaddy) – rzeka na terenie Chin i Mjanmy (najdłuższa rzeka tego kraju) o dł. 2150 km i powierzchni dorzecza wynoszącej 430 tys. km². 
Wypływa z południowo-wschodniej części Wyżyny Tybetańskiej w Chinach. Przy ujściu do Morza Andamańskiego tworzy deltę o powierzchni 30 tys. km². Główne dopływy: (prawe) Mu i Czinduin, (lewe) Shweli, Mjitnge.
Rzeka Irawadi płynie przez rów tektoniczny Irawadi powstały w czasie orogenezy alpejskiej.
Wysoki stan wód jest w sierpniu i wrześniu, a najniższy w marcu i kwietniu. Wahania poziomu wody w dolnym biegu wynoszą 10–11 m. Średni roczny przepływ przy ujściu wynosi 13 600 m³/s. Na odcinku 1100 km (1440, gdy jest wysoki poziom wód) jest żeglowna. Głównym miastem nad Irawadi jest Mandalaj, na wschodnim krańcu delty Rangun. Delta jest ważnym obszarem uprawy ryżu.